# Partido Liberal de Andorra
O Partido Liberal de Andorra (em catalão: Partit Liberal d'Andorra) é um partido de centro-direita. 

## História
O partido foi estabelecido como União Liberal em 1992 por Marc Forné Molné. Nas eleições de 1993, recebeu 22% dos votos e conquistou cinco cadeiras, tornando-se o segundo maior partido do Conselho Geral. Embora o partido estivesse em oposição depois que íscar Ribas Reig formou um governo de coalizão progressivo, Ribas foi forçado a deixar o cargo após perder um voto de falta de confiança e Forné tornou-se primeiro-ministro em 7 de dezembro de 1994. 
Depois de dois votos sem confiança, Forné convocou eleições antecipadas em 1997. No período que antecedeu as eleições, a União formou alianças com vários partidos locais, incluindo a União Liberal - Grupo Liberal de Encamp, o Grupo de Opinião Liberal (GOL), Unidade e Renovação (UiR) e a União Lauriana (UL), com as partes locais contestando apenas no nível da paróquia. [6] O sindicato conquistou 16 cadeiras, das quais a GOL ocupou quatro, a UL duas e a UiR duas, com Forné como primeiro-ministro.
Pouco antes das eleições de 2001, o partido foi renomeado Partido Liberal de Andorra. [6] Ganhou 46,1% dos votos populares e 15 cadeiras, com Forné novamente sendo o primeiro-ministro. Nas eleições de 2005, o partido perdeu outro assento, mas ainda conseguiu formar um governo, desta vez liderado por Albert Pintat. Pintat renunciou à liderança, que passou a Joan Gabriel, antes das eleições de 2009. 
Nas eleições, o partido fazia parte da coalizão reformista ao lado da União dos Laurianos, século 21, e dois outros partidos políticos. A Coalizão conquistou 11 cadeiras, enquanto os social-democratas conquistaram 14 cadeiras e ganharam o controle do governo. 
Antes das eleições parlamentares de 2011, o Partido Liberal e os outros membros da Coalizão Reformista apoiaram os democratas por Andorra (DA). O novo partido escolheu Antoni Martí como líder e venceu a eleição em 3 de abril de 2011, um deslizamento de terra com 20 dos 28 assentos do Conselho Geral. No meio do primeiro mandato de Democratas em Andorra, um grupo de ativistas partidários começou a trabalhar ativamente para concorrer novamente separadamente nas eleições de 2015. [7] Eles apresentaram seu novo nome de Liberais de Andorra e anunciaram sua intenção de candidatar-se nas próximas eleições parlamentares. [8] 
Nas eleições parlamentares de 2015, realizadas em 1º de março de 2015, o Partido Liberal recebeu 27,7% dos votos e 8 cadeiras no Conselho Geral.

## Resultados eleitorais

### Eleições legislativas
| Data | Votos | %         | Deputados | +/- | Status   |
| ---- | ----- | --------- | --------- | --- | -------- |
| 1993 | -     | 22,0 (#2) | 5 / 28    |     | Oposição |
| 1997 | 3 543 | 40,5 (#1) | 10 / 28   | 5   | Governo  |
| 2001 | 4 739 | 44,1 (#1) | 15 / 28   | 5   | Governo  |
| 2005 | 5 100 | 40,0 (#1) | 14 / 28   | 1   | Governo  |
| 2009 | 4 747 | 32,3 (#2) | 11 / 28   | 3   | Oposição |
| 2011 | 8 553 | 55,1 (#1) | 20 / 28   | 9   | Governo  |
| 2015 | 4 073 | 27,7 (#2) | 8 / 28    | 12  | Oposição |

### Eleições Locais
| Ano  | Votos             | %                 | Assentos          | +/–               | Posição           |
| ---- | ----------------- | ----------------- | ----------------- | ----------------- | ----------------- |
| 1995 | 1,531             | 21.8              | 10 / 80           | 10                | 2.º               |
| 1999 | 3,187             | 38.1              | 24 / 80           | 14                | 1.º               |
| 2003 | 5.224             | 47.7              | 51 / 82           | 27                | 1.º               |
| 2007 | 6,078             | 46.6              | 46 / 86           | 5                 | 1.º               |
| 2011 | Não se Candidatou | Não se Candidatou | Não se Candidatou | Não se Candidatou | Não se Candidatou |
| 2015 | 3,498             | 26.1              | 10 / 80           | 10                | 2.º               |